# هری اکست
هَری اَکست (انگلیسی: Harry Akst؛ ‏ ۱۵ اوت ۱۸۹۴ – ۳۱ مارس ۱۹۶۳) موسیقی‌دان، ترانه‌پرداز و نوازنده پیانو اهل ایالات متحده آمریکا بود.
از فیلم‌هایی که وی در آن‌ها نقش داشته‌است، می‌توان به نمایش نمایش‌ها، رزی پرچ‌کن، بالای رودخانه و قمارباز میسیسیپی اشاره نمود.